# Момчило Крковић
Момчило Крковић (Мали Градац, 12. март 1929 — Београд, 23. мај 2010) био је српски вајар.

## Биографија
Рођен је 12. марта 1929. године у Малом Градцу. Завршио је Филозофски факултет Универзитет у Београду, Факултет ликовних уметности Универзитета уметности у Београду и специјални течај. Током студија је путовао у Италију, Пољску и Аустрију.
Самостално је излагао скулптуре у Варшави и Београду 1960, Ријеци, Сисаку и Ваљеву 1961. и Београду 1966. године. Излагао је на групној изложби на Првом бијеналу младих у Ријеци 1960, изложбама скулптура у Новом Саду, Суботици и Сомбору 1961, изложби „Југословенско савремено вајарство и сликарство” у Лозани 1962, Октобарском салону 1963—1969, Петнаестој изложби уметничких колонија у Бачкој Тополи и Међународном симпозијуму вајара у Аустрији 1963, Симпозијумом вајарства у Прилепу 1964, Бијеналу врњачке јесени, Међународној изложби ситне пластике у Хагу и изложби „НОБ у делима ликовним уметника Југославије” у Београду 1966, изложби скулптура у Бихаћу 1969, изложби „Форма вива” у Марибору 1970, Медитеранском симпозијуму у Лабину 1971—1972, изложбама скулптура у Загребу 1971, Љубљани 1972. и Југословенско–италијанској изложби скулптура у слободном простору у Београду и Милану 1973. године. За израду споменика Дон Хосе Ватеу у Монтевидеу 1959, херојима Варшаве 1960, кикиндском одреду 1965. и подхумским жртвама у Ријеци 1968. је награђен признањима.
Добитник је треће награде за споменик Крањчевића у Загребу 1961, треће награде за споменик Револуције у Љубљани и прве награде на југословенском конкурсу за споменик у Чачку 1962, награде Октобарског салона 1963, награда за мурал на Дому омладине Београда 1964. и за симбол града Сиска 1968. године. Преминуо је 23. маја 2010. у Београду.
Радио је споменик посвећен жртвама и борцима из Другог светског рата. Поједини његови споменици су девастирани од стране хрватских снага током рата деведесетих. Крковићев споменик у Новим Бановцима је девастиран тако што је по одлуци месног Субнор-а зазидан црним мермерним плочама и тако комплетно заклоњен.